# Vastogirardi
Vastogirardi är en ort och kommun i provinsen Isernia i regionen Molise i Italien. Kommunen hade 679 invånare (2018).